# Вищі Вільшани
Вищі Вільша́ни — село в Україні, у Щербанівській сільській громаді Полтавського району Полтавської області. Населення становить 37 осіб.

## Географія
Село Вищі Вільшани знаходиться на відстані 1 км від села Судіївка та за 1,5 км від села Малий Тростянець. По селу протікає пересихаючий струмок.

## Історія
12 червня 2020 року, відповідно до розпорядження Кабінету Міністрів України № 721-р «Про визначення адміністративних центрів та затвердження територій територіальних громад Полтавської області», село увійшло до складу Щербанівської сільської громади.
19 липня 2020 року, в результаті адміністративно - територіальної реформи та ліквідації Полтавського району(1925-2020), село увійшло до складу новоутвореного Полтавського району.